# Глюкозамин
Глюкозаминът (C6H13NO5) е аминозахарид и важен прекурсор в биохимичната синтеза на глюкопротеини и липиди. Глюкозаминът е основна структурна единица на полизахаридите хитозан и хитин, които изграждат екзоскелета при ракообразните и при други членестоноги, както и клетъчните стени на гъби и редица висши организми. Глюкозаминът е един от най-разпространените монозахариди . Произвежда се промишлено посредством хидролизата на черупки на ракообразни или чрез ферментация на зърнени култури, като царевица и пшеница.